# Jabłoński-Schema
Das Jabłoński-Diagramm [jabwɔɲ̟s̪ki] oder Jabłoński-Termschema (benannt nach Aleksander Jabłoński) veranschaulicht die möglichen Übergänge von Valenzelektronen in die verschiedenen Anregungszustände bei Einstrahlung von Licht und zurück. Es liefert eine anschauliche Darstellung für die Phänomene der Fluoreszenz und Phosphoreszenz, weshalb es für die UV/VIS-Spektroskopie eine große Rolle spielt.

## Theorie und Aufbau

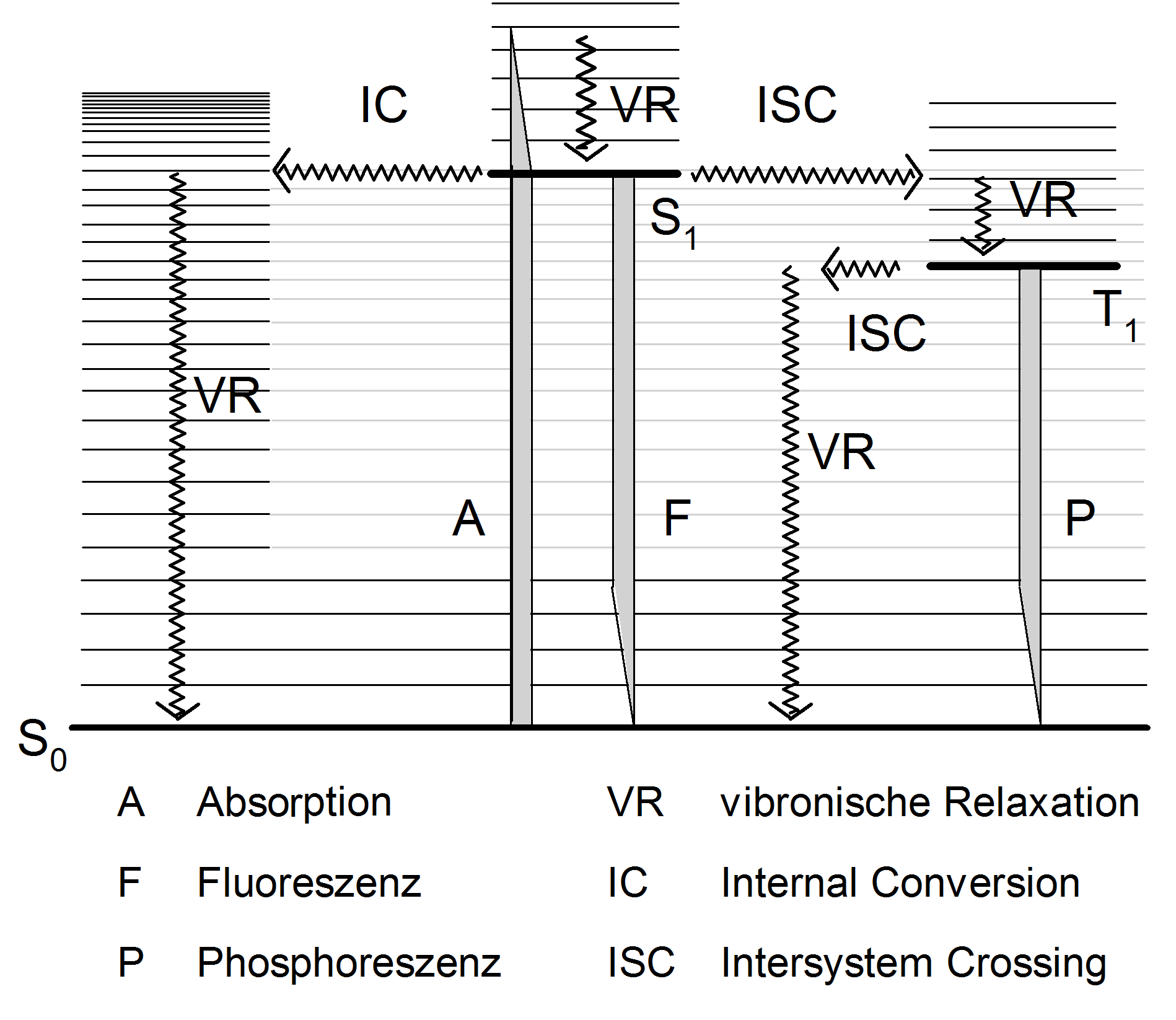
Jabłoński-Diagramm

Bei Einstrahlung elektromagnetischer Wellen werden Elektronen durch Absorption der Energie des eingestrahlten Photons aus ihrem Grundzustand in energetisch höherliegende Zustände angeregt.
Die Relaxation in den Grundzustand kann auf unterschiedlichen Wegen erfolgen, die durch das Jabłoński-Diagramm veranschaulicht werden:
- in den meisten Fällen durch strahlungslose Desaktivierung (vibronische Relaxation) von höheren Schwingungszuständen, wobei die Energie an niedrigere Translations-, Rotations- und Schwingungszustände der umgebenden Teilchen abgegeben wird (im Bild linke Seite).
- elektronisch angeregte Zustände können durch Innere Umwandlung (engl. internal conversion, IC) in einen angeregten Schwingungszustand eines tieferliegenden elektronischen Zustands (gleicher Multiplizität) wechseln, von wo aus sie weiter strahlungslos desaktivieren (s. o.), oder
- durch Intersystem Crossing (ISC) aus einem angeregten Singulettzustand in einen Triplettzustand (oder zurück) übergehen, oder
- durch strahlende Desaktivierung (Emission von Licht), was als Lumineszenz bezeichnet wird, direkt in den tieferliegenden Zustand wechseln:
  - Beim spinerlaubten Übergang aus einem Singulettzustand spricht man von Fluoreszenz.
  - Befindet sich das Elektron in einem angeregten Triplettzustand, so spricht man von Phosphoreszenz. Der angeregte Zustand ist typischerweise langlebig, da die zur Desaktivierung nötige Spinumkehr spinverboten ist, also nur unter Mitwirkung eines weiteren Teilchens oder durch erneutes ISC (s. o.) stattfinden kann.

## Geschichte
Termschemata, die elektronische Zustände vertikal nach ihrer Energie und horizontal nach ihrer Spinmultiplizität ordneten, wurden bereits von Niels Bohr und Walter Grotrian entwickelt, galten jedoch zunächst nur für Atome.
Der französische Photophysiker Jean Perrin war daraufhin der erste, der ein solches Schema für Moleküle im Zusammenhang mit Lichtabsorption und -emission nutzte. Mit Hilfe dieses Schemas konnte er das Phänomen der thermisch-aktivierten verzögerten Fluoreszenz erklären; dabei postulierte er einen metastabilen Zustand, der jedoch selber weder strahlend noch nicht-strahlend in den elektronischen Grundzustand relaxieren könne.
Jabłoński nutzte schließlich später ein Termschema, mit Hilfe dessen er erklärte, weshalb die Phosphoreszenz organischer Farbstoffmoleküle im Vergleich zu ihrer Fluoreszenz rotverschoben, also niederenergetisch, ist. In seinem Modell existiert ebenfalls ein metastabiles Energieniveau, welches im Gegensatz zu Perrins Erklärung jedoch Licht emittieren könne.
Dieser metastabile Zustand wurde später unabhängig voneinander sowohl von Alexander Terenin als auch Gilbert Newton Lewis und Michael Kasha als Triplettzustand erkannt, eine Interpretation, gegen die sich Jabłoński lange sträubte. In der Publikation von Lewis und Kasha wurde auch das erste Mal der Begriff Jablonski diagram genutzt.
Im strengen Sinne ist der Begriff Jabłoński-Diagramm falsch, da die heutige Interpretation des Schemas von Jabłońskis eigener abweicht. Im französischsprachigen Raum wird oft der Begriff Perrin-Jabłoński-Diagramm genutzt, um die Vorarbeit von Perrin zu würdigen.